# Larisa Lăcustă
Larisa Elena Lăcustă (Pitești, 24 de octubre de 1979) es una deportista rumana que compitió en natación.
Ganó una medalla de plata en el 1997 y una medalla de bronce en el Campeonato Europeo de Natación de 2004.

## Palmarés internacional
| Campeonato Mundial en Piscina Corta | Campeonato Mundial en Piscina Corta | Campeonato Mundial en Piscina Corta | Campeonato Mundial en Piscina Corta |
| Año                                 | Lugar                               | Medalla                             | Prueba                              |
| ----------------------------------- | ----------------------------------- | ----------------------------------- | ----------------------------------- |
| 1997                                | Gotemburgo (Suecia)                 | Medalla de plata                    | 200 m braza                         |
| Campeonato Europeo                  |                                     |                                     |                                     |
| Año                                 | Lugar                               | Medalla                             | Prueba                              |
| 2004                                | Madrid (España)                     | Medalla de bronce                   | 4 × 200 m libre                     |